# Trzech mężczyzn i mała dama
Trzech mężczyzn i mała dama – amerykańska komedia obyczajowa z 1990 roku będąca kontynuacją filmu Trzech mężczyzn i dziecko z 1987 roku.

## Obsada
- Tom Selleck – Peter Mitchell
- Steve Guttenberg – Michael Kellam
- Ted Danson – Jack Holden
- Nancy Travis – Sylvia Bennington
- Robin Weisman – Mary Bennington
- Christopher Cazenove – Edward
- Sheila Hancock – Vera Bennington
- Fiona Shaw – panna Elspeth Lomax